# Počitelj (Bośnia i Hercegowina)

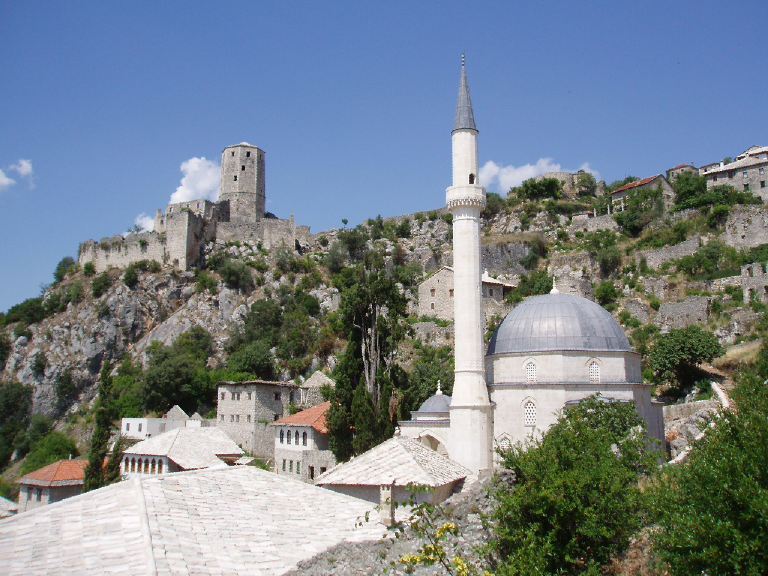
Počitelj – Stare Miasto

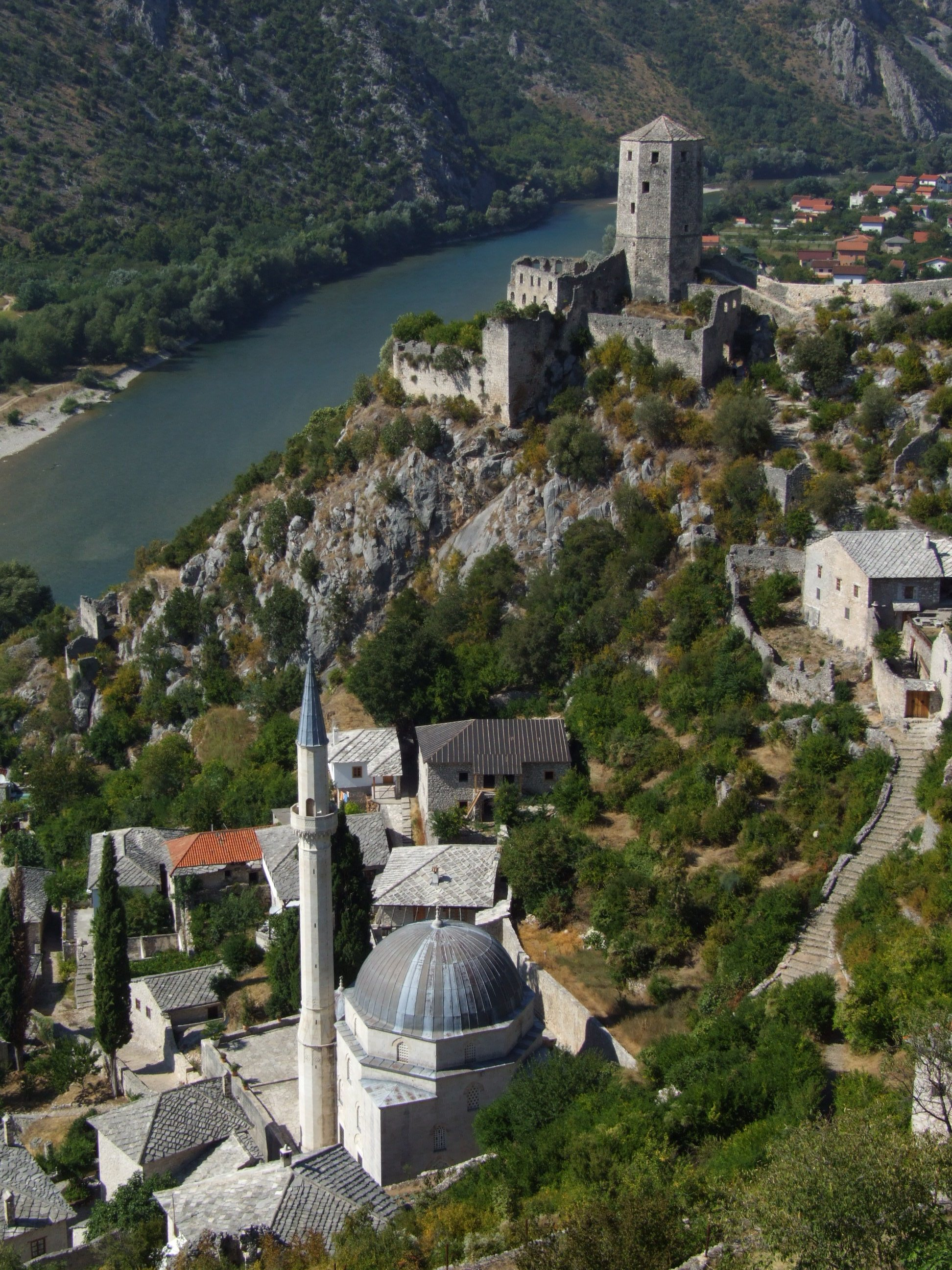
Počitelj – widok z murów

Počitelj – wieś w południowo-zachodniej Bośni i Hercegowinie, w Federacji Bośni i Hercegowiny, w kantonie hercegowińsko-neretwiańskim, w mieście Čapljina. W 2013 roku liczyła 799 mieszkańców, z czego większość stanowili Boszniacy.
Leży w dolnym biegu rzeki Neretwy, około 30 kilometrów na południe od Mostaru. Znajduje się tu jeden z najlepiej zachowanych zespołów urbanistycznych z okresu dominacji tureckiej na terytorium Bośni i Hercegowiny. Nad miastem górują pozostałości średniowiecznej tureckiej twierdzy wzniesionej na gruzach starożytnego rzymskiego zamku.

## Historia
Pierwsza osada powstała w okresie rzymskim. W późniejszym okresie swoją kryjówkę mieli tutaj piraci. W XV wieku cały ten teren znalazł się pod władzą króla Węgier Macieja Korwina, który przy pomocy Dubrownika odbudował dawne rzymskie fortyfikacje, tym razem przeciw Turkom. Już po kilkudziesięciu latach (w 1471) Turcy zdobyli te tereny i do XVIII wieku Počitelj z krótką przerwą znalazł się w granicach Wysokiej Porty. W tym czasie powiększono fortyfikacje (powstała m.in. wysoka wieża, tzw. Kula Gavran-kapetanovića).
Miejscowość została poważnie zniszczona w czasie wojny w Bośni, a wielu mieszkańców wymordowano. Najbardziej ucierpiał meczet Hadži-Alija – najpierw uszkodził go serbski ostrzał artyleryjski, następnie został wysadzony przez wojsko chorwackie. Zawaliła się kopuła oraz minaret. Inne obiekty także ucierpiały. Większość z nich w pierwszym dziesięcioleciu XXI wieku została zrekonstruowana.

## Zabytki
Oprócz ruin twierdzy do ważniejszych zabytków miasta zaliczają się:
- Meczet Hadži-Alija z XVI wieku
- Islamska medresa ufundowana w XVII wieku przez Szyszmana Ibrahima Paszę
- Wieża zegarowa (Sahat-kula) z XVII wieku.